# Eisenbahnunfall von Dieburg
Der Eisenbahnunfall von Dieburg war ein Auffahrunfall zweier Güterzüge am 19. Mai 2022 gegen 4 Uhr morgens östlich des Bahnhofs Dieburg, bei dem der Lokomotivführer in der auffahrenden Lokomotive starb.

## Ausgangslage
Der Unfall ereignete sich auf der Rhein-Main-Bahn, einer zweigleisigen elektrifizierten Strecke, in deren östlichem Abschnitt, zwischen Aschaffenburg und Darmstadt bei Streckenkilometer 56,8 in der Gemarkung Münster (Hessen). Beteiligt waren zwei Güterzüge, die beide in Richtung Darmstadt unterwegs waren:
- der vorausfahrende DGS 42174 von Sommacampagna Sona (Italien) nach Wuppertal-Langerfeld des für die Zugfahrt verantwortlichen Eisenbahnverkehrsunternehmens (EVU) Rail Cargo Group (Rail Cargo Carrier-Germany GmbH) war auf freier Strecke zum Halten gekommen;
- der folgende GAG 60101 von Hamburg Billwerder Ubf (Umschlagbahnhof) nach Kornwestheim Rangierbahnhof, welcher in Verantwortung des EVU DB Cargo AG verkehrte und von der Elektrolokomotive 152 128 gezogen wurde.[1]

In der Ereignisnacht fanden zwischen Babenhausen und Stockstadt gemäß Betra Bauarbeiten unter Sperrung eines der beiden Gleise statt. Es kam zu Verzögerungen bei der Durchführung der Zugfahrten. Die Stockungen wirkten sich auch auf den Stellbereich des Fahrdienstleiters Dieburg aus und erforderten einen erhöhten Kommunikationsaufwand zwischen den Fahrdienstpersonalen. Zumindest teilweise waren die Triebfahrzeugführer der die Strecke befahrenden Güterzüge darüber in Kenntnis, dass sie mit längeren Fahrt- und Wartezeiten zu rechnen hatten.

## Unfallhergang
Nachdem der Fahrdienstleiter (Fdl) des Bahnhofs Babenhausen die Zugfahrt des DGS 46192 des EVU ecco-rail GmbH durch Fahrtstellung des Ausfahrsignals zugelassen hatte, fuhr der Zug um 2.44 Uhr aus dem Bahnhof in den Blockabschnitt 36 in Richtung Dieburg aus. Acht Minuten später hielt DGS 46192 vor dem haltzeigenden Zentralblocksignal (Zbk) 3334, das Blockabschnitt 34 deckt. Währenddessen beabsichtigte der Fahrdienstleiter Babenhausen, die Zugfahrt des sich von Stockstadt annähernden DGS 42174 in den Blockabschnitt 36 zuzulassen. Hierzu stellte er die Fahrstraße zur Ausfahrt Richtung Dieburg ein. Aufgrund des den Blockabschnitt 36 noch besetzenden DGS 46192 kam das Ausfahrsignal (Asig) P1 jedoch nicht in Fahrtstellung. Infolge dieser Verzögerung entschied der Fahrdienstleiter, zunächst eine andere Zugfahrt zuzulassen und nahm – zulässigerweise – die Ausfahrzugstraße zurück. Dies wurde ordnungsgemäß dokumentiert.
Aufgrund einer in den örtlichen Unterlagen im Stellwerk Babenhausen nicht transparent dokumentierten Programmierung der Zugnummernmeldeanlage verarbeitete das System die Rücknahme der Ausfahrzugstraße als Haltfall des Ausfahrsignals P1 und schaltete die Zugnummer 42174 in den nächsten Abschnitt 36 weiter, wo die Zugnummer 46192 überschrieben wurde. Die Zugnummernmeldeanlage interpretierte die Rücknahme der Ausfahrzugstraße folglich als Zugfahrt, die jedoch tatsächlich nicht stattgefunden hatte. Der Fahrdienstleiter Babenhausen nahm hierauf eine manuelle Eintragung der Zugnummer 42174 in das Feld des Bahnhofsgleis vor. Da jede Zugnummer nur einmal vergeben werden kann und manuelle Eingaben automatischen Weiterschaltungen vorgehen, löschte das System die Zugnummer im Blockabschnitt 36 Babenhausen – Zbk 3334.
Um 2.53 Uhr war der Blockabschnitt 34 geräumt und das Zbk 3334 kam in Fahrtstellung, worauf DGS 46192 um 2.54 Uhr in den Blockabschnitt 34 einfuhr. Nach manueller Zugnummerneingabe war das Feld 36 leer, so dass eine Weiterschaltung der Zugnummer 46192 nicht erfolgen konnte. Vielmehr wies die Zugnummernmeldeanlage für Blockabschnitt 34 die Fehlernummer „F3304“ aus, die der Fdl Babenhausen bereits nach 41 Sekunden zuständigkeitswidrig löschte und ebenfalls den verantwortlichen Fdl Dieburg nicht informierte. Auch ging er der entstandenen Unregelmäßigkeit nicht weiter nach, so dass ab 2.56 Uhr lediglich eine Besetztmeldung (Rotausleuchtung) des Blockabschnitts 34 ohne Zugnummerangabe zurückblieb.
Nach Zustimmung des Fdl zur Ausfahrt aus dem Bahnhof Babenhausen durch Fahrtstellung des Asig P1 fuhr DGS 42174 in den Blockabschnitt 36 Richtung Dieburg um 3.06 Uhr ein. Um 3.07 Uhr kam der nun in der Zugnummernmeldeanlage nicht mehr angezeigte DGS 46192 vor dem Einfahrsignal des Bahnhofs Dieburg zum Halten. Der Fahrdienstleiter Dieburg suchte nach einer Erklärung für die Rotausleuchtung des Blockabschnitts 34. Er glaubte, sie DGS 42174 zuordnen zu können und kontaktierte den Triebfahrzeugführer (Tf) über Zugfunk gegen 3.11 Uhr, um dessen Standort abzufragen. Der Tf gab wahrheitsgemäß an, er stände vor dem Zbk 3334 (und damit vor Blockabschnitt 34). Der Fahrdienstleiter nahm eine Störung in Blockabschnitt 34 an und erteilte nach Rücksprache mit dem Streckendisponenten in Frankfurt a. M. dem Tf von DGS 42174 über Zugfunk einen Befehl zum Fahren auf Sicht. Der Weiterfahrt von DGS 42174 stimmte er mit Ersatzsignal zu.
Um 3.23 Uhr fuhr DGS 42174 auf Ersatzsignal in den durch DGS 46192 noch besetzten Blockabschnitt 34 ein. Die Zugnummernmeldeanlage schaltete die Zugnummer 42174 in den Blockabschnitt 34 weiter. Nach dem geltenden Regelwerk hätte der Fahrdienstleiter Dieburg nun den Halt des DGS 42174 vor dem Einfahrsignal des Bahnhofs Dieburg und die von dort abzugebende Standortmeldung des Tf von DGS 42174 abwarten müssen. Stattdessen brachte der Fdl Dieburg jedoch vorzeitig (und damit regelwidrig) das Einfahrsignal in Fahrtstellung. Der Tf des DGS 46192, der ohne die nach fünf Minuten bei Fdl Dieburg abzusetzende Nachfrage über Zugfunk bereits 21 Minuten vor dem Signal hielt, bezog die Fahrtstellung des Einfahrsignals auf seinen Zug und fuhr in den Bahnhof Dieburg ein. Die Zugnummernmeldeanlage schaltete hierauf die Zugnummer 42174 in den Bahnhof Dieburg weiter. Fortan wurde DGS 46192 in der Zugnummernmeldeanlage als „42174“ angezeigt.
Bei der dem Fdl Dieburg obliegenden Räumungsprüfung durch Beobachtung der Zugfahrt und des Zugschlusses von seinem Dienstraum aus nahm er nun an, bei dem von ihm beobachteten Zug handele es sich um DGS 42174, was er um 3.31 Uhr im Zugmeldebuch eintrug. Der Fahrdienstleiter beachtete nicht die Meldungen über Zeitüberschreitungen der Bahnübergänge im Streckenabschnitt Babenhausen – Dieburg, zu denen es aufgrund der langsamen Fahrt des DGS 46192 kam. Bereits DGS 42174 hatte ab 2.51 Uhr wegen Überschreitung der Einschaltzeiten der Sicherungsanlagen der Bahnübergänge Zeitüberschreitungsmeldungen ausgelöst. Diese hätten nach dem geltenden Regelwerk den Fdl Dieburg veranlassen müssen, Maßnahmen bei Gefahr zu ergreifen, da die Bahnübergänge nicht als ausreichend gesichert betrachtet werden durften.
Vielmehr ging Fdl Dieburg davon aus, der Tf des DGS 42174 sei zu schnell gefahren, konfrontierte ihn mit seiner vermeintlichen Feststellung über Zugfunk und erteilte einen Halteauftrag. Als Standortmeldung gab der Tf des DGS 42174 wahrheitsgemäß an, er befinde sich mit der Zugspitze in unmittelbarer Nähe des Kilometers 56,2. Dem schenkte der Fahrdienstleiter Dieburg trotz des nachdrücklichen Beharrens des Tf des DGS 42174 auf der Richtigkeit seiner Angaben jedoch keinen Glauben. Er nahm stattdessen an, DGS 42174 vor dem Einfahrsignal des Bahnhofs Darmstadt-Kranichstein gestellt zu haben. Tatsächlich handelte es sich bei diesem Zug um den in der Zugnummernmeldeanlage als 42174 angezeigten tatsächlichen DGS 46192.
In der irrigen Annahme, der Tf des DGS 42174 leide an einer Wahrnehmungsstörung und der Blockabschnitt 34 sei nicht durch einen Zug belegt bediente der Fahrdienstleister Dieburg die Achszählgrundstellung des Abschnitts 34. Dies war technisch möglich, nachdem mit dem auf Ersatzsignal eingefahrenen DGS 42174 Achsen in den Abschnitt eingezählt und mit der Ausfahrt des DGS 46192 auch Achsen ausgezählt worden waren. Damit war die Einfahrt in diesen Abschnitt für den folgenden Zug GAG 60101 um 4.00 Uhr mit einem fahrtzeigenden Hauptsignal P1 aus dem Bahnhof Babenhausen möglich. Gegen 4.04 Uhr prallte die führende Lokomotive des GAG 60101 mit einer Geschwindigkeit von ca. 94 km/h auf den Zugschluss des DGS 42174. Ob der Tf des GAG 60101 vor dem Aufprall noch die in der elektronischen Fahrtregistrierung (EFR) nachgewiesene Schnellbremsung einleitete oder diese eine Folge der Kollision mit den stehenden Fahrzeugen des DGS 42174 war, konnte nicht sicher geklärt werden. Die Lokomotive des GAG 60101 entgleiste und lag anschließend neben der Strecke in einem Getreidefeld. Mehrere Wagen, die mit Sattelaufliegern und Wechselbrücken beladen waren, entgleisten ebenfalls.

## Folgen
Der Triebfahrzeugführer des auffahrenden GAG 60101 wurde im Fahrzeug eingeklemmt und starb noch an der Unfallstelle. Der Lokomotivführer des DGS 42174 erlitt einen Schock. Nach dem Unfall blieb die Strecke fast einen Monat gesperrt, da 1,5 km Oberleitung und 1,4 km Gleis ausgetauscht werden mussten. Die auffahrende Lokomotive war so schwer beschädigt, dass sie verschrottet wurde. Die materiellen Schäden wurden der Bundesstelle für Eisenbahnunfalluntersuchung mit 1,935 Mio. Euro gemeldet.
Die Bundesstelle für Eisenbahnunfalluntersuchung untersuchte den Unfall. Im Mai 2023 wurde ein Zwischenbericht veröffentlicht, am 20. Dezember 2023 der abschließende Untersuchungsbericht.

## Ereignisse ähnlicher Art
Der Eisenbahnunfall von Dieburg gleicht dem Eisenbahnunfall von Meerbusch-Osterath vom 5. Dezember 2017. Wie Fdl Dieburg nahm Fdl Meerbusch-Osterath eine manuelle Eingabe einer Zugnummer in die Zugnummernmeldeanlage vor, wobei sie die einzugebende Zugnummer verwechselte und dadurch die Zugnummer des vorausfahrenden Zuges im entsprechenden Feld des Zugfolgeabschnitts löschte. Auch in Meerbusch-Osterath nahm die Fdl eine Störung des haltzeigenden Blocksignals an und ließ die Fahrt des nachfolgenden Zuges auf Ersatzsignal zu. Da sie davon ausging, der Zugfolgeabschnitt sei nicht durch einen Zug belegt, erteilte sie dem Tf des nachfolgenden Zuges keinen Befehl zum Fahren auf Sicht. Der Tf des nachfolgenden Zuges erkannte den gerade anfahrenden Zug in seinem Gleis und leitete eine Schnellbremsung aus ca. 120 km/h ein, durch die die Geschwindigkeit bis zum Anprall auf ca. 85 km/h reduziert werden konnte. Durch den Unfall wurden 4 Personen schwer und 35 leicht verletzt.
Der Eisenbahnunfall von Dieburg weist darüber hinaus Parallelen zur Beinahekollision von Burgsinn vom 18. Februar 2015 auf. Hierbei kam es in der Zugnummernmeldeanlage auf dem Stellwerk Jossa nach der Durchfahrt von DGS 69235 zu einer Fortschaltstörung, wodurch die Zugnummer nicht in den Zugfolgeabschnitt weitergeschaltet wurde, in den der Zug eingefahren war. Vielmehr erzeugte die Anlage eine Fehlermeldung, da der Fdl Jossa nicht wie es regelkonform gewesen wäre, die Zugnummer in das Feld des Abschnitts, in dem sich der Zug tatsächlich befand, durch manuelle Eingabe über die Tastatur auf dem Stelltisch weiterschaltete. DGS 69235 hielt im Zugfolgeabschnitt 941 vor dem Einfahrsignal des Bahnhofs Burgsinn. Die Besetzung des Gleises wurde durch Rotausleuchtung angezeigt, das Zugnummernfeld enthielt eine Fehlernummer. Fdl Jossa, der wegen einer Fahrt eines Güterzuges in der Gegenrichtung auf Gleis 1 unmittelbar vor seinem Dienstraum die zeitgleiche Durchfahrt des DGS 69235 offenbar nicht bemerkt hatte, nahm eine Störung im Zugfolgeabschnitt 941 an und interpretierte die Zugschlussmeldung des Fdl Burgsinn als Beleg für das Freisein des Zugfolgeabschnitts, in den er RB 58043 auf Ersatzsignal und ebenfalls ohne Befehl zum Fahren auf Sicht einließ. Der Tf der RB 58043 erkannte den gerade anfahrenden DGS 69235 noch so rechtzeitig, dass es ihm gelang, die Regionalbahn aus einer Geschwindigkeit von ca. 136 km/h in einer Entfernung von ca. 70 Metern hinter dem Zugschluss des vorausfahrenden Güterzuges zum Stehen zu bringen.